# Río Caura
Der Río Caura oder Caura ist ein rechter Nebenfluss des Orinoco in Venezuela.

## Geographie
Der Río Caura hat seinen Ursprung im äußersten Südwesten des Bundesstaates Bolívar nahe der Grenze zu Brasilien im Nationalpark Jaua-Sarisariñama mit seinem 2300 m hohen Tafelberg. Bis zu seiner Mündung in den Orinoco legt das Wasser des Río Caura eine Distanz von etwa 723 km zurück. Sein wichtigster Nebenfluss ist der Río Erebato, der am Zusammenfluss mit dem Caura ebenfalls sehr wasserreich ist. An der Mündung des Caura bei Musinacio besitzt er eine Breite von 1500 m und einen Abfluss von etwa 3000 m³/s. Damit ist er nach dem Río Caroní der zweitgrößte Zufluss des Orinoco.
Der Fluss ist vom Orinoco aus 257 km weit bis nach Salto Pará schiffbar. In der Nähe dieses Ortes befindet sich ein von zwei Flussarmen gebildeter Wasserfall, der nicht wegen seiner Höhe besonders beeindruckend ist, sondern wegen der großen Wassermassen. Der Río Caura ist wie der obere Orinoco, der Río Caroní und der Río Ventuari ein Schwarzwasserfluss.